# Таланты и поклонники
«Таланты и поклонники» — комедия в четырёх действиях Александра Николаевича Островского.
Работа над пьесой начата в августе 1881 года, закончена 6 декабря того же года. Первая постановка — 20 декабря 1881 (1 января 1882 года) в Москве в Малом театре в бенефис Н. Музиля, исполнившего роль Нарокова.

## Персонажи
- Александра Николавна Негина, актриса провинциального театра, молодая девица.
- Домна Пантелевна, мать её, вдова, совсем простая женщина, лет за 40, была замужем за музыкантом провинциального оркестра.
- Князь Ираклий Стратоныч Дулебов, важный барин старого типа, пожилой человек.
- Григорий Антоныч Бакин, губернский чиновник на видном месте, лет 30.
- Иван Семеныч Великатов, очень богатый помещик, владелец отлично устроенных имений и заводов, отставной кавалерист, человек практического ума; ведет себя скромно и сдержанно, постоянно имеет дело с купцами и, видимо, старается подражать их тону и манерам; средних лет.
- Петр Егорыч Мелузов, молодой человек, кончивший курс в университете и ожидающий учительского места.
- Нина Васильевна Смельская, актриса, постарше Негиной.
- Мартын Прокофьич Нароков, помощник режиссёра и бутафор, старик, одет очень прилично, но бедно; манеры хорошего тона.
- Гаврило Петрович Мигаев, антрепренёр.
- Ераст Громилов, трагик.
- Вася, молодой купчик, приятной наружности и с приличными манерами.
- Матрёна, кухарка Негиной.
- Обер-кондуктор.
- Кондуктор.
- Человек, служащий в вокзале.
- Разного рода пассажиры и вокзальная прислуга.
- Публика разного рода, более купеческая.

## Сюжет
Негина — популярная, но бедная молодая актриса. Её жених Мелузов учит её наукам и честной жизни. Князь Дулебов, надеясь использовать её стеснённое положение, предлагает ей стать содержанкой. Актриса резко отказывает и вызывает у Дулебова ярость и желание мести. В преддверии бенефиса Негиной Дулебов всячески интригует против неё, пытаясь сорвать представление, но благодаря стараниям друзей Негиной, Великатова и Васи бенефис проходит на отлично, приносит актрисе большой гонорар, часть которого вынужден заплатить и Дулебов, чтобы не потерять уважения в обществе. Но антрепренёр Мигаев всё-таки отказывается продлить Негиной контракт. После бенефиса восторженные поклонники приходят один за другим к Негиной выразить своё восхищение её игрой. Нароков, Мелузов и Великатов в письмах признаются ей в любви. После раздумий Негина бросает Мелузова и в поисках театральной славы и благополучия уезжает с Великатовым в поместье.

## Постановки
Премьера — 20 декабря 1881 (1 января 1882) в Малом театре в бенефис Н. И. Музиля (роль — Нароков); в остальных ролях: Негина — М. Н. Ермолова, Домна Пантелевна — О. О. Садовская, Мелузов — М. П. Садовский, Дулебов — Вильде, Бакин — Решимов, Великатов — А. П. Ленский, Смельская — Никулина, Мигаев — Макшеев, Громилов — К. Н. Рыбаков, Вася — Правдин, Матрёна — Рыкалова.
В дальнейших постановках Малого театра были заняты (1885, 1895, 1900, 1902, 1912): — С. В. Айдаров, А. А. Федотов (Дулебов), А. И. Южин (Бакин), К. Н. Рыбаков, М. М. Климов (Великатов), П. М. Садовский, И. А. Рыжов (Мелузов).
1882 — на сцене Мариинского театра силами Александринской труппы в бенефис Савиной (роль — Негина); в остальных ролях: Домна Пантелевна — В. В. Стрельская, Дулебов — Нильский, Бакин — Петипа, Великатов — Киселевский, Мелузов — Горев, Смельская — Абаринова, Нароков — Давыдов).
В дальнейших постановках Александринского театра были заняты: Ю. В. Корвин-Круковский (Бакин), Р. Б. Аполлонский, В. П. Далматов (Великатов), Н. Н. Ходотов (Мелузов).
- 1895 — Ярославский театр
- 1896 — Театр Корша
- 1904 — Театр В. Ф. Комиссаржевской (Петербург; Негина — Комиссаржевская, Домна Пантелевна — Корчагина-Александровская)
- 1900-е — Театр Соловцова (Киев; Негина — Глама-Мещерская, Великатов — Синельников, Неделин, Мелузов — Рощин-Инсаров, Орлов-Чужбинин, Слонов)
- 1910 — Харьковский театр
- 1915 — Театр артистического общества (Тифлис)
- 1926 — Малый театр (1926)
- 1922 — Театр б. Корша (1922)
- 1931 — Театр-студия под рук. Р. Н. Симонова (1931, реж. А. М. Лобанов, худ. Б. Матрунин, муз. Ю. Милютина, Негина — К. Тарасова, Смельская — Е. Булатова, Домна Пантелевна — В. Благовидова, Мелузов — Е. Забиякин, Громилов — К. Иванов, Дулебов — И. Полубояринов, Матрёна — И. Мурзаева).
- Радиоспектакль МХАТ (1945)1933 — МХАТ (худ. рук. — К. С. Станиславский, реж. — Н. Н. Литовцева; Негина — А. К. Тарасова, Домна Пантелевна — А. П. Зуева, князь Дулебов — В. А. Вербицкий, Бакин — М. И. Прудкин, Великатов — В. Л. Ершов, Мелузов — И. М. Кудрявцев, Смельская — О. Н. Андровская, Нароков — В. И. Качалов, Мигаев — А. Н. Грибов и другие.)
- 1935 — Харьковский русский театр (реж. Синельников; 1946, реж. Крамов, Негина — Воронович)
- 1938 — Ленинградский театр драмы им. А. С. Пушкина (реж. — В. П. Кожич)
- 1938 — Ереванский русский театр
- 1939 — Тбилисский театр им. А. С. Грибоедова
- 1945 — Ярославский театр им. Ф. Г. Волкова (Негина — Незванова, Великатов — Ромоданов, Мелузов — Белов)
- 1945 — Казанский русский театр
- 1948 — Бакинский русский театр
- 1948 — Театр им. Леси Украинки (реж. К. П. Хохлов)
- 1948 — Латвийский театр драмы (реж. Балюна; Негина — В. Лине, Великатов — Зиле)
- 1950 — Театр им. Я. Купалы; театр «Красный факел» (Новосибирск)
- 1952 — Свердловский театр
- 1952 — Якутский музыкально-драматический театр
- 1953 — Таллинский русский театр
- 1954 — Ленинградский театр им. Ленинского комсомола
- 1969 — Театр им. Вл. Маяковского. Реж. — М. О. Кнебель и Н. Зверева; Домна Пантелевна — В. М. Орлова, князь Дулебов — Г. П. Кириллов, Великатов — В. Я. Самойлов, Мелузов — А. С. Лазарев, Смельская — Г. А. Анисимова, Нароков — М. М. Штраух и другие.).
- 1991 — Московский театр им. К. С. Станиславского. Реж. — В. В. Ланской.
- 1994 — Театр на Покровке (Москва). Реж. — С. Н. Арцибашев.
- 1995 — Малый театр. Реж. — В. М. Бейлис.
- 1996 — Театр-студия киноактёра (Минск). Реж. Александр Ефремов
- 2001 — БДТ им. Г. А. Товстоногова. Реж. — Н. Н. Пинигин, худ. — Э. С. Кочергин.
- 2002 — Театр сатиры. Реж. — Б. Морозов, худ. — С. Бархин.
- 2009 — Череповецкий Камерный театр. Реж. О. Леваков.
- 2012 — Театр им. Вл. Маяковского. Реж. Миндаугас Карбаускис.
- 2012 — Московский областной драматический театр имени А. Н. Островского. Реж. А. Каневский, худ. В. Архипов. Негина — Татьяна Белковец, Великатов — Григорий Фирсов.
- 2017 — Малый театр. Реж. — В. Драгунов. Домна Пантелевна — Татьяна Лебедева
- 2018 — Псковский академический театр драмы имени А. С. Пушкина. Реж. — В. Золотарь
- 2020 — Санкт-Петербургский театр «Русская антреприза» имени Андрея Миронова. Реж. — — Александр Баргман.
- 2022 — Тверской академический театр драмы. (Реж. — А.А. Павлишин, Негина - Д.В. Осташевская, Дулебов - В.Д. Чернышов, Великатов - В.В. Хархота, Смельская - Д.А. Плавинская, Домна Пантелевна - И.В. Кириллова, Мелузов - А.О. Яцуненко Нароков - Б.П. Михня, Громилов - В.О. Кулагин).
- 2023 — Новосибирский городской драматический театр под руководством Сергея Афанасьева - Режиссер-постановщик Елизавета Яковлева
- 2023 - Московский театр музыки и драмы Стаса Намина - Режиссер-постановщик Вера Зудина

## Некоторые известные экранизации
- 1956 — Таланты и поклонники. Режиссёры Андрей Апсолон и Борис Дмоховский.
- 1971 — телефильм по спектаклю Театра им. Вл. Маяковского. Режиссёр М. О. Кнебель.
- 1973 — Таланты и поклонники. Режиссёр И. М. Анненский.